# قرار مجلس الأمن التابع للأمم المتحدة رقم 186
قرار مجلس الأمن التابع للأمم المتحدة رقم 186، الذي اعتمد بالإجماع في 4 مارس 1964، والذي دعا جميع الدول الأعضاء إلى الاتمثال لالتزاماتها بموجب المثياق، طلب إلى حكومة قبرص أن تتخذ جميع التدابير الإضافية اللازمة لوقف العنف وإراقة الدماء، ودعا المجتمعات في قبرص وزعماءها إلى التصرف بضبط النفس. ثم يوصي القرار بإنشاء قوة لحفظ السلام من أجل الحفاظ على السلم الدولي ومنع تجدد القتال وأنه، بالاتفاق مع حكومات اليونان، تركيا والمملكة المتحدة، سيعين وسيط في محاولة لتشجيع التوصل إلى حل سلمي للمشكلة التي تواجه قبرص.